# Liste des places de Bucarest
Voici la liste des places de Bucarest, capitale de la Roumanie.
- Piața Alba-Iulia
- Piața Amzei
- Piața Aviatorilor
- Piața Basarabia -
- Piața Charles de Gaulle
- Piața Chibrit
- Piața Colentina
- Piaţa Constituţiei
- Piața Cotroceni
- Piața Dorobanți
- Piața Eroii Revoluției
- Piaţa Francofoniei
- Piața Gării de Nord
- Piața Hurmuzachi (Piața Muncii)
- Piața Iancului
- Piața Libertății
- Piața Matache
- Piața Mihail Kogălniceanu
- Piața Națiunilor Unite
- Piața Norilor
- Piața Obor
- Piața Operei
- Piața Palatului
- Piața Presei Libere
- Piața Regina Maria
- Piața Revoluției
- Piața Roma
- Piaţa Romană
- Piaţa Rosetti
- Piața Sfântul Anton -
- Piața Sfântul Gheorghe[1]
- Piața Sudului
- Piața Teatrului Național -
- Piața Titan
- Piața Universității
- Piața Unirii
- Piața Victoriei
- Piața Vitan
- Piața Zlătari -